# AM864
AM864乃香港商業電台（商台）旗下的一個廣播頻道，亦是目前商台的唯一外語頻道，使用頻率AM864kHz廣播，內容多以英語為主。

## 歷史
1959年8月26日，香港商業電台中、英兩條頻道同時啟播。開台之初，英文頻道以播放音樂和外購製作為主；期間也創下不少壯舉，例如於1962年製作法蘭·仙納杜拉慈善演唱會，為香港的弱勢兒童社群籌款。
於香港廣播調頻未轉變之前，此頻道為商業一台所使用。而商業電台英文台當時則使用AM 1050 kHz（1978年以前），及AM 1044 kHz（1978-1989年）。該頻道主要播放國際流行音樂及新聞。及至2006年開始，香港政府民政事務局聯同商台合作，在逢星期六晚上分別製作兩個，各佔半小時的烏爾都語及尼泊爾語電台節目。烏爾都語電台節目「樂在黃昏」由居港巴基斯坦人，資深巴基斯坦廣播人貝伊先生主持，提供生活綜合資訊及巴基斯坦的流行音樂。而尼泊爾語電台節目的主持人嘉倫先生在香港生活及工作超過十年。於2003年，他成立一個向香港的尼泊爾人士廣播的電話資訊電台。這些節目體驗「種族共融」的意義。
本頻道原稱豁達864，於2005年曾在香港的全線HMV分店廣播，並被冠名為HMV864，之後重新改名為AM864，唯「豁達864」之名仍可見於官方網站如直播連結圖示。
2022年4月底至2023年底受坪洲發射站重建影響，臨時發射天線的覆蓋有限，沙田、北區、九龍東、港島東接收欠佳。

## 發射頻率
| 發射站 | 行車隧道轉播系統 | 中頻／調幅（AM）頻率（kHz） |
| 坪洲   | 大圍隧道、沙田嶺隧道、尖山隧道、南灣隧道、海底隧道、東區海底隧道、大老山隧道、西區海底隧道、大欖隧道、獅子山隧道、香港仔隧道、啟德隧道、城門隧道、將軍澳隧道、長青隧道、愉景灣隧道 | 864                         |

## 節目表
| 時間        | 星期日至四      | 星期五                  | 星期六            |
| 00:00-07:00 | The Early Hours | The Early Hours         | The Early Hours   |
| 07:00-12:00 | Morning Mix     | Morning Mix             | Morning Mix       |
| 12:00-17:00 | Afternoon Call  | Afternoon Call          | Afternoon Call    |
| 17:00-21:00 | Evenings        | Evenings                | Evenings          |
| 21:00-23:00 | Into the Night  | Pinoy Hit Music Central | Late Night LIVE ! |
| 23:00-00:00 | Into the Night  | Into the Night          | Into the Night    |

- 部分越洋賽馬於本台直播，《一馬當先》節目只提供香港用戶收聽，非香港用戶只會播放音樂。

## 主持
Joel Delacy
Ria Malapitan
Stan Yumang

## 外部連結
- 官方网站